# Kendra Horn
Kendra Suzanne Horn (Chickasha, 9 giugno 1976) è una politica statunitense, membro della Camera dei Rappresentanti per lo stato dell'Oklahoma dal 2019 al 2021.

## Biografia
Nata a Chickasha, la Horn fu Girl Scout e dopo la laurea in giurisprudenza divenne avvocatessa. Lavorò nell'ufficio stampa del deputato Brad Carson e fu impiegata presso la Space Foundation. Fu inoltre tra le fondatrici di Women Lead Oklahoma, una organizzazione non profit destinata al sostegno delle donne nella comunità.
Entrata in politica con il Partito Democratico, nel 2018 si candidò alla Camera dei Rappresentanti contro il repubblicano in carica Steve Russell. La competizione non fu considerata particolarmente aperta, in quanto Russell era dato ampiamente per favorito da sondaggisti e politologi e il distretto congressuale in questione era storicamente favorevole ai candidati repubblicani, tanto che un democratico non veniva eletto da quarantaquattro anni; nonostante ciò, Kendra Horn riuscì a sconfiggere di misura Russell, venendo eletta deputata in quella che venne definita una delle vittorie più sorprendenti dell'intera tornata elettorale. Con questa vittoria, la Horn divenne la terza donna, nonché la prima appartenente al Partito Democratico, ad essere eletta deputata per lo stato dell'Oklahoma.
Nel 2020 la Horn si presentò alle elezioni per richiedere un secondo mandato, ma affrontò l'avversaria repubblicana Stephanie Bice in quella che divenne una delle sfide più combattute della tornata elettorale, al termine della quale la Bice prevalse di misura. Kendra Horn lasciò così il Congresso dopo un solo mandato.